# Pseudophilautus schmarda
Espèce
Synonymes
- Polypedates schmarda Kelaart, 1854
- Philautus schmarda (Kelaart, 1854)
- Ixalus poecilopleurus Lichtenstein & Martens, 1856

Statut de conservation UICN

 EN B1ab(iii)+2ab(iii) : En danger
Pseudophilautus schmarda  est une espèce d'amphibiens de la famille des Rhacophoridae.

## Répartition
Cette espèce est endémique du massif central au Sri Lanka. Elle se rencontre entre 810 et 2 300 m d'altitude,.

## Description
L'holotype de Pseudophilautus schmarda mesure environ 40 mm. Cette espèce à la face dorsale brun gris. Sa face ventrale est blanc tacheté de noir dans sa partie postérieure.

## Étymologie
Son nom d'espèce lui a été donné en l'honneur de Ludwig Karl Schmarda qui l'a découverte, en compagnie du chevalier Fridau et du baron Konigsbrun.

## Publication originale
- Kelaart, 1854 : Descriptions of new species of Ceylon Reptiles. Annals and magazine of natural history, ser. 2, vol. 13, p. 407-408 (texte intégral).